# 南綾瀬町
南綾瀬町（みなみあやせまち）とは、東京府南葛飾郡にかつて存在した町である。現在の葛飾区の西北部に位置していた。葛飾区立南綾瀬小学校等にその名をとどめる。

## 沿革
- 1889年（明治22年）5月1日 - 町村制の施行に伴い、上千葉村、小菅村、小谷野村、柳原村の全域と、以下の5村の各一部が合併して南綾瀬村が発足（カッコ内は残部の編入先）。
  - 下千葉村の大部分（亀青村）
  - 堀切村の大部分（隅田村）
  - 隅田村（隅田村、寺島村）
  - 砂原村飛地（亀青村）
  - 亀有村飛地（亀青村）
- 1928年（昭和3年）11月1日 - 南綾瀬村が町制施行して南綾瀬町となる。
- 1932年（昭和7年）10月1日 - 南葛飾郡全域が東京市に編入。南綾瀬町の区域は葛飾区となる。
- 1934年（昭和9年）6月1日 - 葛飾区柳原町全域と小谷野町の一部（荒川放水路以南）が足立区に編入される。

## 交通

### 鉄道
- 京成電気軌道
  - 上野線：堀切菖蒲園駅

- 国鉄（現JR東日本）
  - 常磐線：町域内を通過しているが、駅は存在しなかった。最寄り駅は綾瀬駅、亀有駅。

## 現在の地名
お花茶屋、東堀切、小菅、西亀有一丁目、二丁目、三丁目、堀切四丁目、五丁目、六丁目、七丁目、八丁目（いずれも大体の範囲）
足立区柳原一丁目、二丁目